# Río Segre
El Segre (en francés: Sègre) es un río del noreste de la península ibérica, el afluente principal del Ebro. Nace en la vertiente septentrional del pico del Segre, en el municipio francés de Llo. Gira a poniente en el valle de la Cerdaña y entra en España por la provincia de Gerona. Pasa por Llivia, Seo de Urgel, Pons, Balaguer y Lérida, razón por la cual esa zona es llamada Segriá. Poco después, el río acaba desembocando en el Ebro, en Aragón.
Sus afluentes de mayor entidad son: el Valira, el río de la Llosa, el Noguera Pallaresa, el Noguera Ribagorzana y el Cinca.

## Toponimia
Segre deriva del antiguo topónimo prerromano Sicoris o del latín sequere, de sequi (seguir, fluir...). En el siglo X ya se tiene constancia de una forma intermedia: Segure.

## Afluentes principales
Desde el nacimiento hasta la desembocadura en el Ebro:
| - Por la derecha: - Río de Aravó o Río Querol - Río Reür - Río de la Llosa - Río de Aránser - Río de Bescarán - Río Duran - Río de la Guardia - Río de Cabó - Río Rialb - Río Boix - Río Noguera Pallaresa - Río Noguera Ribagorzana - Río Farfaña - Río Valira - Río Cinca | - Por la izquierda: - Río de Lavansa - Ribera Salada - Río Llobregós - Río Sió - Río Corb - Río Set - Río Ondara |

## Poblaciones que atraviesa
Desde el nacimiento hasta la desembocadura en el Ebro:
| - Cerdaña: - Llo - Saillagouse - Llivia - Bourg-Madame - Puigcerdá - Bellver de Cerdaña - Martinet de Cerdaña - Alto Urgel: - El Pont de Bar - Seo de Urgel - Montferrer - El Pla de Sant Tirs - Orgaña - Coll de Nargó - Oliana - Peramola - Basella | - Noguera: - Tiurana - Baronía de Rialp - Ponts - Artesa de Segre - Alós de Balaguer - Camarasa - Balaguer - Térmens - Segriá: - Alcarrás - Vilanova de la Barca - Corbins - Lérida - Albatárrech - Montoliu - Sudanell - Torres de Segre - Aitona - Serós - La Granja de Escarpe | - Bajo Cinca - Mequinenza |  |

## Infraestructuras hidráulicas

### Embalses

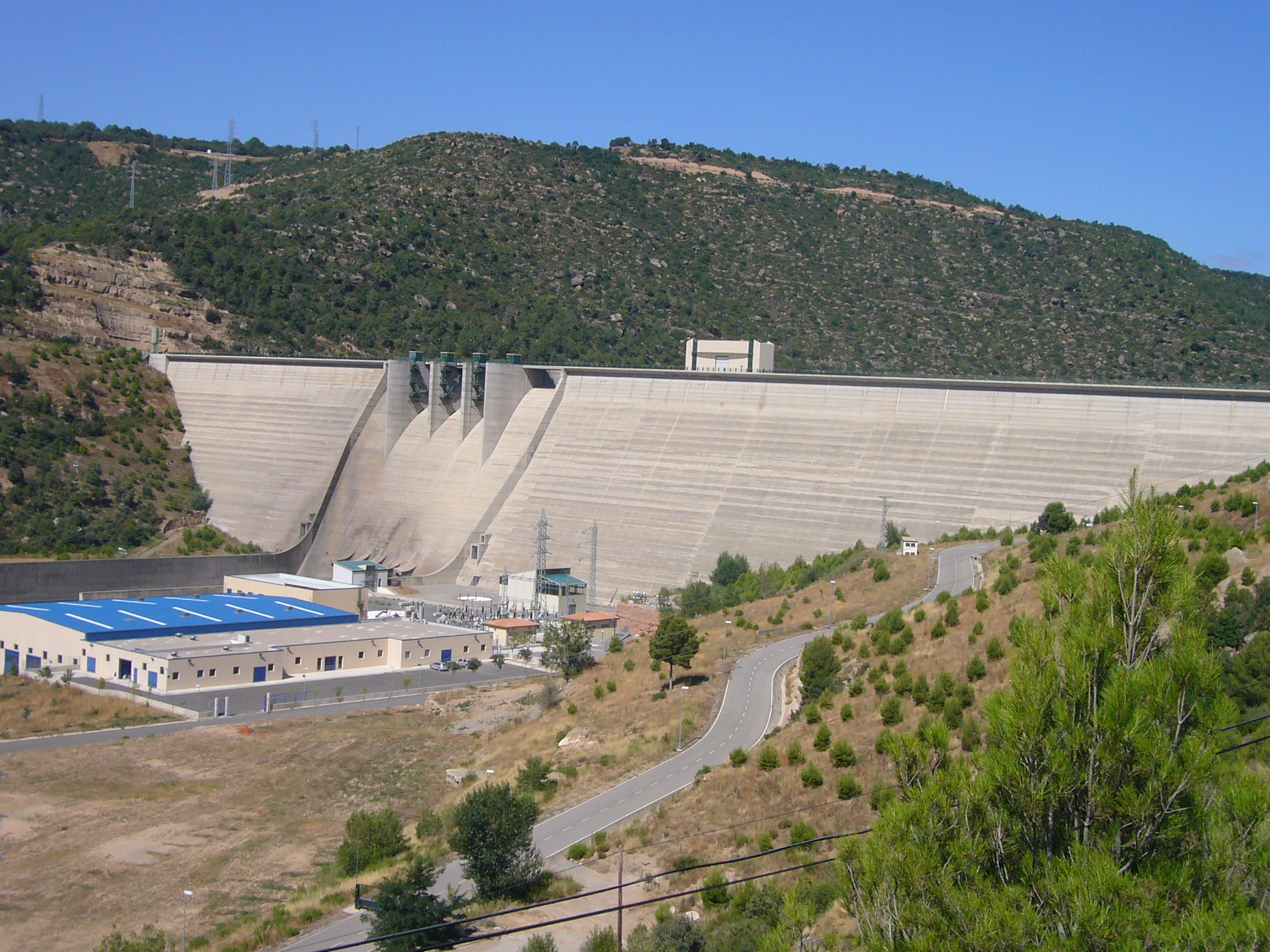
Presa del embalse de Rialb

Esto son los embalses construidos a lo largo del curso del río:
- Embalse de Rialb: 402,8 hm³.
- Embalse de Oliana: 101,1 hm³.
- Embalse de San Lorenzo de Mongay: 10 hm³.

Los siguientes pantanos no se ubican en su curso pero sí en el de canales que toman el agua él:
- Embalse de Albagés (Canal Segarra-Garrigues): 79,8 hm³ (en construcción).
- Embalse de Utxesa (canal de Serós): 4 hm³.

## Deportes
A la altura de Seo de Urgel se realizan en el Segre campeonatos de piragüismo.
En Mequinenza, la zona de la confluencia de los ríos Ebro, Segre y Cinca dispone de un campo de regatas que está considerado uno de los mejores de toda Europa por su excelente accesibilidad, su lámina de agua estable y sus instalaciones deportivas. Los equipos de Oxford y Cambridge preparan aquí su mítica regata así como diversas selecciones mundiales realizan diferentes stages de preparación para competiciones internacionales.  El Recinto Náutico del Club Capri es el paraíso para la práctica de deportes náuticos en Aragón así como sede de diferentes competiciones autonómicas y nacionales. Una de las pruebas más espectaculares es el Descenso Internacional del Cinca, una prueba competitiva y popular con salida en Fraga y llegada en Mequinenza en la que participan más de 1000 palistas venidos de todo el mundo.